# Frances Carr
Frances Carr (születési nevén Frances Howard) (Chiswick, 1590. május 31. – London, 1632. augusztus 23.) Somerset grófnéja, akit gyilkosság miatt ítéltek el.

## Élete
Frances Howard a korábban nagy hatalmú, Howard Katalin angol királynét adó, a Boleynekkel szövetségben álló Howard-családból származott. Apja Thomas Howard, anyja Katherine Knyvet volt. Habár a 16. század végén a család gazdagsága és befolyása korántsem volt olyan jelentős, mint korábban, Thomas Howard és fivére, Henry Howard fontos szerepet játszott az udvarban.
Frances Howard 1590. május 31-én született, vele együtt 14 gyerek nevelkedett a családban. A lányt abban a szellemben nevelték, hogy majd jó házassága révén a család felemelkedését szolgálja. Tizennégy éves volt, amikor hozzáadták a nála csak egy évvel fiatalabb Robert Devereaux essexi grófhoz. Mivel a családok nem akarták, hogy a lány esetleg ilyen fiatalon teherbe essen, férjét Európába, őt pedig a királyi udvarba küldték.
1607-ben Francis Howard megismerkedett Thomas Carr-ral, aki a biszexuális I. Jakab angol király kegyence lett. Az uralkodó vagyonnal, pozícióval és birtokkal ajándékozta meg. Francis Howard és Thomas Carr viszonyt kezdett de azt ma nem tudni biztosan, hogy ez milyen fizikai kapcsolatot jelentett kettőjük között.
1609-ben Robert Devereaux visszatért a kontinensről. Felesége ellenségesen viselkedett vele, többször bezárkózott a szobájába, és annak ellenére, hogy az ifjú gróf nem volt impotens, nem tudta elhálni vele a házasságot. A testi kapcsolat hiányára hivatkozva Thomas Howard és fivére, Henry – a lány nevében – kezdeményezte a frigy felbontását 1613. május 17-én.
A Howardok elsődleges célja ezzel pozíciónyerés volt az udvarban. 1611-ben ugyanis meghalt a befolyásos Robert Cecil, Salisbury grófja, és Thomas Howard, akkor már Suffolk grófja és a király tanácsadója, Thomas Carr segítségével akarta megszerezni az elhunyt hivatalait. Frances szüzességi vizsgálaton esett át. A híresztelések szerint a Carr-ral folytatott intim kapcsolata miatt egy másik lány helyettesítette.
A király nem hajlott a házasság felbontására. Az uralkodót Thomas Overbury, Carr egykori udvari mentora, a Howardok ellenfele biztatta erre, aki saját pozícióinak gyengülésétől tartott. A lány apja végül elérte, hogy Jakab oroszországi követnek nevezze ki Overburyt, aki viszont nem fogadta el a megbízást. Az uralkodó dühében börtönbe záratta Overburyt, aki öt hónappal később meghalt a Towerben. Két hét múlva a király felbontotta Francis Howard és Robert Devereaux házasságát, majd 1613. november 26-án a Howard lány és Carr egybekelt.
Két évvel később a király vizsgálatot indíttatott Thomas Overbury halála miatt. A pletykák már régóta terjedtek arról, hogy a férfit meggyilkolták, de a Jakab csak azután kezdett érdeklődni az ügy iránt, hogy Carr kiesett a kegyeiből. Az ügyet Francis Bacon főügyész és Edward Coke bíró vizsgálta. Arra az álláspontra jutottak, hogy Thomas Overburyt valóban megmérgezték egy beöntésre használt eszközzel, és a szálak Carrékhoz vezettek.
Frances és Thomas Carrt a Towerba zárták. A nő szinte rögtön bevallott mindent, férje viszont tagadott. Nem tudni pontosan, hogy Frances Carr pontosan milyen szerepet játszott a gyilkosságban, de a történészek többsége egyetért abban, hogy részese volt annak. Mindkettőjüket bűnösnek találták, és halálra ítélték. A nő 1615 decemberében lánygyereket hozott a világra a börtönben.
A következő év áprilisában Jakab börtönbüntetésre enyhítette az ítéletet, amely felháborodást váltott ki Carr és a Howardok ellenfelei között, valamint a közvéleményben. Ezzel párhuzamosan apja pozíciója is meggyengült, elvesztette kincstárnoki tisztét. Frances Carr 1622-ben, férje két évvel később szabadult; ezután visszavonultan éltek, de címeiket megtarthatták. Lányuk, Anne, Bedford grófjának felesége lett, aki hozzá hasonlóan, a Towerben született.